# Eliezer
Eliezer o Eliécer es un nombre de pila en su variante hispana, que procede del hebreo אֱלִיעֶזֶר Eli-ezer y significa «Dios es mi ayuda». Son comunes en español variaciones tales como Eliecer y Eliécer, estas últimas debido a que en español z no acostumbra a ir delante de e ni de i.

## Etimología
Es el nombre de varios personajes bíblicos del Antiguo Testamento:
- Eliezer, aparece en el Génesis como criado de Abraham, este le encarga, por ejemplo, buscarle esposa a su hijo Isaac (Rebeca).
- Eliezer, segundo hijo de Moisés y Séfora (Éxodo 18:4; 1.º de Crónicas 23:15 y 17:26:25).
- Eliezer, varias personas en el libro de Esdras
- Eliezer hijo de Bequer, benjamita (1.º de Crónicas 7:8)
- Eliezer, sacerdote que ayudó a trasportar el arca a Jerusalén (1.º de Crónicas 15:24).
- Eliezer hijo de Zicri, jefe de los rubenitas (1.º de Crónicas 27:16).
- Eliezer profeta, hijo de Dodova (2.º de Crónicas 20:35-37).
- Eliezer hijo de Jorín, antecesor de Jesús de Nazaret (Lucas 3:29).

## Equivalencias en otros idiomas
| Variantes en otras lenguas | Variantes en otras lenguas |
| -------------------------- | -------------------------- |
| Español                    | Eliezer, Eliécer           |
| Albanés                    | Eliezeri                   |
| Alemán                     | Elieser                    |
| Árabe                      | إليعازر                    |
| Catalán                    | Eliezer                    |
| Checo                      | Eliezer                    |
| Chino                      | 埃利澤                     |
| Francés                    | Éliézer                    |
| Hebreo                     | אליעזר                     |
| Inglés                     | Eliezer                    |
| Italiano                   | Eliezer                    |
| Lituano                    | Eliezer                    |
| Neerlandés                 | Eliëzer                    |
| Polaco                     | Eliezer                    |
| Portugués                  | Eliézer                    |
| Ruso                       | Элиэзер                    |
| Indio                      | Eliàzer                    |

## Santoral
La celebración del santo de Eliezer se corresponde con el día 27 de febrero.